# Primer pla

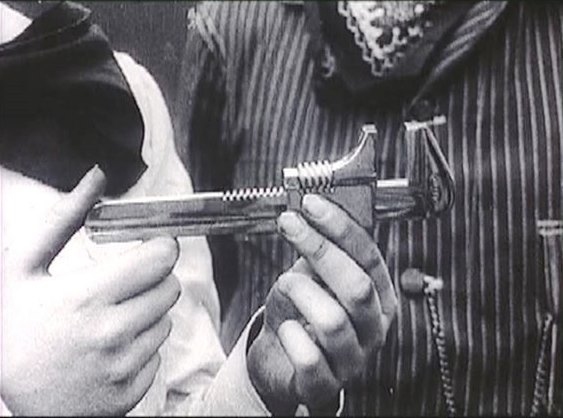
Primer plànol en el film dels Estats Units The Lonedale Operator (1911).

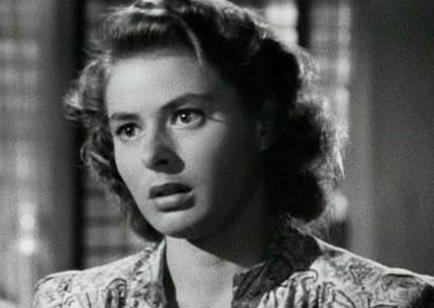
Ingrid Bergman en el film Casablanca.

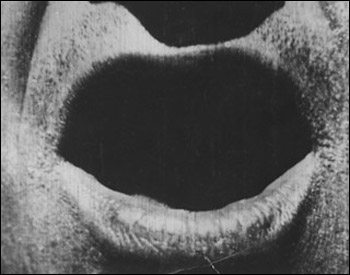
Close-up extrem en el film britànic The Big Swallow (1901)

La tècnica del primer pla o close-up és, en cinema, en televisió, en fotografia en audiovisual, i fins i tot en les tires còmiques, un enquadrament central sobre una persona o sobre un objecte. Això indubtablement permet donar més detalls sobre una part de l'escena, encara que no sobre la totalitat d'aquesta. En cinema i en televisió, aquesta tècnica és generalment aplicada després d'un travelling optique, o sigui després de l'efecte obtingut per una modificació contínua i repetida durant la presa, de la distància focal de l'objectiu.
Aquesta tècnica es caracteritza pel seu enquadrament tancat, mostrant amb prou feines una part de l'objecte o assumpte filmat, fotografiat o dibuixat, en molts casos el rostre d'una persona o el cap d'un animal. Aquest plànol generalment s'obté amb gran aproximació de la càmera amb relació a l'objecte o personatge enquadrat, o amb ús d'una lent objectiu amb petit angle d'obertura (i, per tant, gran distància focal). Aquest pla destaca el detall de la imatge i miniaturitza el conjunt de l'escena llevant importància al fons. És molt útil recórrer a enquadraments verticals, ja que els horitzontals són utilitzats per a plànols on es vol mostrar el moviment de les mans.
El terme close-up va ser utilitzat per primera vegada en llengua anglesa, en 1913, i és sinònim de primer pla, gran plànol, o plànol tancat. Aquest terme correspon tant al primer pla (rostre tallat per sota de les espatlles), també hi han plànols més acurats anomenats very close-up o big close-up, aquests plànols només mostren un detall, pot ser l'aproximació a una boca, una cigarreta, un dit, etc. A aquest plànol l'atenció del espectador cap al personatge és gairebé total, això amplia l'expressió de l'intèrpret, i com a conseqüència, augmenta la intensitat del moment. També existeix el extreme close-up, és un apropament encara més pronunciat que els altres, i a vegades dramàtic. Aquest plànol mostra amb molt més detall la part específica de l'objecte o de la persona que es vol fotografiar, per exemple pot ser l'enfocament de l'iris de l'ull. Aquest concepte és fàcilment confusible amb el Marc de fotografia, aquest plànol no tenen res a veure amb la mesura dels objectes fotografiats sinó que té a veure com es poden posar aquests objectes a una composició de la mesura que sigui.
Per semblança o extensió, el terme aviat va passar a ser usat a diverses arts visuals, com la fotografia, la pintura, i fins i tot les historietes, mostrant imatges fixes amb bastant detall (en molts casos el rostre humà).
Actualment, se sol utilitzar al cinema aquest tipus de plànols amb més freqüència, com és el cas de Thelma y Louise de Ridley Scott.

## Història
Els primers cineastes com Thomas Edison, els Germans Lumière, o George Méliès, no solien utilitzar el primer pla i preferien filmar els seus films amb llargs plànols, semblants a l'escenari. Els historiadors del cinema no estan d'acord amb qui va ser el primer cineasta que va utilitzar el primer pla. És possible que fos George Albert Smith a Hove, que va utilitzar un primer pla mitjà a pel·lícules entre el 1898 i el 1900, també va incorporar extreme close-up a pel·lícules com As Seen Through a Telescope i Grandma's Reading Glass. El 1991, James Williamson, que també treballava a Hove, va fer potser el més extreme close-up de tots a The Big Swallow, quan el seu personatge s'apropa a la càmera i sembla empassar-la. D.W. Griffith, qui va ser va dirigir les tècniques cinematogràfiques i el format narratiu, la popularització del close-up està associada amb l'èxit de les seves filmacions. Per exemple, un dels curts de Griffith, The Lonedale Operator (1911), a aquest curt fa molt ús del primer pla quan un personatge fa veure que una clau anglesa és una arma.

## Aplicació Pràctica
Els primers plans són utilitzats de manera diferent i per raons diferents. A vegades són utilitzats com una imatge més pròxima del plànol mostrat anteriorment per mostrar amb més detall alguna part que es vulgui recalcar, com les emocions dels personatges o algun gest amb les mans. El primer pla ha sigut molt utilitzat a la televisió, i hi ha qui diu, que ha perdut l'impacte que tenia abans. També és cert que a la televisió el primer pla és quasi obligatori degut la limitada mesura de la pantalla i de la seva menor definició. També són molt comuns a les telenovel·les.
Els primers plans, també són utilitzats per distingir als principals protagonistes. Normalment, s'utilitzen els primers plans com una forma de presentar als protagonistes, indicant així la seva importància. Aquests personatges tenen diversos close-ups. Hi ha un estereotip antic d'actors que desitgen un primer pla a cada oportunitat i conten el nombre de primers plans que reben.Un exemple d'aquest estereotip va passar quan Norma Desmond a Sunset Boulevard li va dir al director que estava preparada per al seu primer pla.
Els primers plans no mostren al personatge al context del seu entorn. Si és més utilitzat del compte, els espectadors no sabran el que estan veient. Els primers plans rarament es fan amb lent d'angle ampli, ja que la perspectiva fa que els objectes al centre de la imatge d'una forma no natural. Hi va haver un moment en què els directors sí que utilitzaven lents d'angle ampli, ja que poden transmetre un missatge de confusió i porta vida a certs personatges.